# Tisová (Ústí nad Orlicí-i járás)
Tisová település Csehországban, az Ústí nad Orlicí-i járásban. Tisová Vračovice-Orlov, Hrušová, Cerekvice nad Loučnou, Horky, Vysoké Mýto, Zálší és České Heřmanice településekkel határos. Lakosainak száma 630 fő (2024. január 1.).

## Népesség
A település lakosságának változását az alábbi diagram mutatja:
| Lakosok száma | 629  | 723  | 726  | 524  | 539  | 510  | 566  | 560  | 575  | 630  |
|               | 1869 | 1890 | 1921 | 1950 | 1980 | 2001 | 2017 | 2019 | 2022 | 2024 |